# Sucra jujuba
Sucra jujuba är en fjärilsart som beskrevs av Chu 1979. Sucra jujuba ingår i släktet Sucra och familjen mätare. Inga underarter finns listade i Catalogue of Life.